# Hydropsyche botosaneanui
Hydropsyche botosaneanui är en nattsländeart som beskrevs av Marinkovic-gospodnetic 1966. Hydropsyche botosaneanui ingår i släktet Hydropsyche och familjen ryssjenattsländor. Inga underarter finns listade i Catalogue of Life.